# 하마쿠로사키촌
하마쿠로사키촌(浜黒崎村)은 도야마현 가미니카와군에 설치되었던 촌이다. 현재의 도야마시에 해당한다.